# Белиця (Доброва-Полхов Градець)
Белиця (словен. Belica) — поселення в общині Доброва-Полхов Градець, Осреднєсловенський регіон, Словенія. 
Висота над рівнем моря: 551,1 м.
Назва означає «білий»; село назване за назвою Білого струмка, який протікає через селище.